# Hexatoma (Eriocera) imperator
Hexatoma (Eriocera) imperator is een tweevleugelige uit de familie steltmuggen (Limoniidae). De soort komt voor in het Palearctisch gebied.